# Thereus caltha
Thereus caltha is een vlinder uit de familie van de Lycaenidae. De wetenschappelijke naam van de soort werd als Thecla caltha in 1907 gepubliceerd door Hamilton Herbert Druce.